# Гайсинський консервний комбінат
Гайсинський консервний комбінат — підприємство харчової промисловості у місті Гайсин Гайсинського району Вінницької області України.

## Історія

### 1930—1991 роки
Невеликий консервний завод був створений у Гайсині на рубежі 1920-1930-х років і в ході Індустріалізації в СРСР був значно розширений і оснащений новим обладнанням.
У ході Німецько-радянської війни 25 липня 1941 року Гайсин окупували німецькі війська, які зробили зусилля, щоб відновити і використовувати у своїх цілях промислові підприємства міста. На консервному заводі виникла радянська підпільна група.
16 березня 1944 року частини 232-ї стрілецької дивізії РСЧА звільнили Гайсин, почалося відновлення міста. Відповідно до четвертого п'ятирічного плану відновлення та розвитку народного господарства СРСР завод відновив роботу, і надалі став одним з найбільших консервних заводів Вінницької області.
У 1967 році тут було введено в експлуатацію томатний цех, в якому було встановлено автоматичну виробничу лінію, що збільшило обсяг виробництва майже втричі. На початку 1970-х років завод виробляв 13 тисяч умовних банок консервів на рік.
Відповідно до 9-м п'ятирічним планом розвитку народного господарства СРСР на заводі почалося будівництво нового цеху.
Загалом, за радянських часів консервний завод входив до числа провідних підприємств райцентру.

### Після 1991 року
Після проголошення незалежності України завод перейшов у відання Державного комітету харчової промисловості України.
У травні 1995 року Кабінет міністрів України ухвалив рішення про приватизацію заводу. Надалі, державне підприємство було перетворено на відкрите акціонерне товариство.
У серпні 2002 року господарський суд Вінницької області порушив справу про банкрутство заводу. Надалі, підприємство було перейменовано в Гайсинський консервний комбінат, а пізніше — реорганізовано на товариство з обмеженою відповідальністю.

## Діяльність
Підприємство виробляє плодоовочеві та м'ясні консерви.